# Clothes Off!!
«Clothes Off!!» —en español: «¡¡Quítate la ropa!!»— es el quinto sencillo del tercer álbum de Gym Class Heroes, As Cruel as School Children. Cuenta con el vocalista de Fall Out Boy, Patrick Stump. Fue lanzado en junio de 2007, y alcanzó el puesto número cuarenta y seis en el Billboard Hot 100. Fuera de Estados Unidos, «Clothes Off» alcanzó su punto máximo entre las diez mejores de Finlandia, Irlanda y el Reino Unido.
En el inicio interpola el sencillo de 1986 «We Don't Have to Take Our Clothes Off» de Jermaine Stewart.
Un remix de la canción fue lanzado en noviembre de 2008 con los raperos Reef the Lost Cauze y Ghostface Killah de Wu-Tang Clan.

## Video musical
El video comienza con la banda conduciendo hasta un casino escuchando con la canción «Viva La White Girl». Después de comprobar en sus habitaciones, Travie McCoy hace su camino hasta el piso del casino y se encuentra con un imitador de Elvis, interpretado por Pete Wentz, jugando una máquina tragamáquinas. Travie participa en un juego de strip poker con varias chicas, y al parecer gana, ya que es el único que sigue vestido. Todo se convierte en una fiesta con Elvis actuando en un escenario. Alrededor de la mitad del video, Travis se encuentra con gente vestida como animales en el hotel, presumiblemente furries en una convención. A continuación, se lleva a cabo un baile con los fursuiters, que más tarde se revela que son los miembros de Panic! at the Disco (Ryan Ross como el león anaranjado, Brendon Urie como el perro blanco y negro, Jon Walker como el oso, y Spencer Smith como el sello).
Otros cameos incluyen Patrick Stump como un miembro de la multitud, y el empresario Johnny Cupcakes. El rapero británico Dizzee Rascal también es visible con algunas mujeres por unos pocos segundos.

## Lista de canciones
CD 1 (Reino Unido):
1. «Clothes Off!!» (explicit album version)
2. «Shoot Down the Stars» (recorded live at Fopp)

CD 2 (Reino Unido):
1. «Clothes Off!!» (explicit album version)
2. «On My Own Time (Write On)» (recorded live at Fopp)
3. «Clothes Off!!» (video)
4. «The Queen and I» (video)

Vinilo (Reino Unido):
1. «Clothes Off!!» (explicit album version)
2. «Etched B-Side»

CD (Australia):
1. «Clothes Off!!» (radio version)
2. «The Queen and I» (live acoustic)
3. «Boomerang Theory»

## Posicionamiento en listas
| Listas (2007)                         | Mejor posición |
| ------------------------------------- | -------------- |
| Alemania (Offizielle Deutsche Charts) | 85             |
| Australia (ARIA)                      | 11             |
| Austria (Ö3 Austria Top 40)           | 58             |
| Brasil (ABPD)                         | 69             |
| Eslovaquia (Rádio Top 100)            | 87             |
| Estados Unidos (Billboard Hot 100)    | 46             |
| Estados Unidos (Mainstream Top 40)    | 20             |
| Finlandia (OFC)                       | 4              |
| Irlanda (IRMA)                        | 7              |
| Nueva Zelanda (Recorded Music NZ)     | 13             |
| Países Bajos (Mega Single Top 100)    | 75             |
| Reino Unido (UK Singles Chart)        | 5              |

### Lista fin de año
| Listas (2007)             | Posición |
| ------------------------- | -------- |
| Australia (Singles Chart) | 97       |